# 阿豪森
阿豪森是德国下萨克森州的一个市镇。总面积34.48平方公里，总人口1852人，其中男性929人，女性923人（2011年12月31日），人口密度54人/平方公里。